# Río Manjra
El río Manjra o Manjira (en télugu: మంజీరా నది) es un río de la India, uno de los principales afluentes del río Godavari. Tiene una longitud de 724 km y drena una cuenca de 30.844 km², mayor que países como Bélgica, Lesoto o Armenia.

## Geografía
El río Manjra nace en la cordillera Balaghat, en el distrito Bhir del estado de Maharashtra, a una altitud de unos 823 m. El río fluye en una dirección general este y sureste, en un recorrido de 512 km, a través del distrito de Osmanabad de Maharashtra, el distrito de Bidar de Mysore y el distrito de Medak de Andhra Pradesh, antes de cambiar su dirección hacia el norte, cerca de Sanga Reddipet. Después de fluir 75 km más, entra en el distrito de Nizamabad de Andhra Pradesh y 102 km más abajo, forma el límite estatal entre Maharashtra y Andhra Pradesh. La longitud total del río desde su nacimiento hasta su confluencia con el Godavari, a una altitud de 323 m, es de aproximadamente 724 kilómetros. 
Los principales afluentes del Manjara son los ríos Tirna, Karanga, Halai, Lendi y Maner. Su cuenca de drenaje, incluyendo sus afluentes, es de 30.844 km², en una zona que recibe alrededor de 635 mm de lluvia al año. 
La presa de Nizam Sagar fue construida en 1923 en el río Manjra entre las localidades de Achampeta y Banjapalle, en el distrito de Nizamabad, en Andhra Pradesh. La característica más destacada del proyecto es la gigantesca presa de mampostería, que se extiende sobre el río con una anchura de 3 kilómetros, y coronada con una vía rodada de unos 4,5 m de ancho. El embalse de Singur, en el distrito de Medak, es una fuente de agua potable sostenida para la ciudad de Hyderabad.
El río Manjra es la principal fuente de agua potable para los distritos de Medak y Nizamabad, así como para las adyacentes ciudades gemelas de Hyderabad (4.068.611 hab. en 2010) y Secunderabad (204.182 hab. en 2001).